# Gustavo Fernández (futbolista uruguayo)
Gustavo Daniel Fernández Figueron (n. Montevideo, Uruguay, 16 de febrero de 1952) es un exfutbolista uruguayo, que jugaba como portero y militó en diversos clubes de Uruguay, España y Argentina. Formó parte del plantel de Peñarol de su país, que ganó la Copa Libertadores de América 1982.

## Selección nacional
Con la Selección Uruguaya de Fútbol, ha jugado solo 6 partidos internacionales. Incluso participó con la selección uruguaya, en una sola edición de la Copa Mundial. La única participación de Fernández en un mundial, fue en la edición de Alemania 1974, donde su selección quedó eliminado en la primera fase. Eso sí, Fernández terminó siendo suplente de Ladislao Mazurkiewicz, en los 3 partidos que disputó su selección en ese mundial.
| Mundial                        | Sede     | Resultado      |
| ------------------------------ | -------- | -------------- |
| Copa Mundial de Fútbol de 1974 | Alemania | Fase de grupos |

## Clubes
| Equipo                         | País      | Temporada   |
| ------------------------------ | --------- | ----------- |
| Rentistas                      | Uruguay   | 1973 - 1975 |
| Sevilla                        | España    | 1975 - 1980 |
| Real Murcia                    | España    | 1980 - 1981 |
| Peñarol                        | Uruguay   | 1982 - 1984 |
| River Plate                    | Argentina | 1985        |
| Gimnasia y Esgrima de La Plata | Argentina | 1985 - 1986 |
| Vitória                        | Brasil    | 1987        |
| Palestino                      | Chile     | 1988        |

## Palmarés

### Campeonatos nacionales
| Título              | Equipo  | País    | Año  |
| ------------------- | ------- | ------- | ---- |
| Campeonato Uruguayo | Peñarol | Uruguay | 1982 |

### Torneos internacionales
| Título                | Equipo  | País    | Año  |
| --------------------- | ------- | ------- | ---- |
| Copa Libertadores     | Peñarol | Uruguay | 1982 |
| Copa Intercontinental | Peñarol | Uruguay | 1982 |

Otros logros:
- Subcampeón de la Copa Libertadores 1983 con Peñarol.